# Enrico Corali
Enrico Corali (Trescore Balneario, 28 marzo 1964) è un giurista italiano, presidente della Banca di Legnano.

## Biografia
Laureatosi in giurisprudenza presso l'Università degli Studi di Milano, è professore aggregato di istituzioni di diritto pubblico, presso l'Università degli Studi di Bergamo.
Autore di diversi libri, tra le sue ultime opere ricordiamo:
- La riforma dei servizi pubblici locali - Zanichelli (2000)
- Il mercato del gas naturale in Italia - Franco Angeli (2000)
- Un modello di riforma regionale dei servizi pubblici (ed altri pensieri) - Franco Angeli (2002)
- La democrazia economica - Jaca Book (2004)

Il 10 maggio 2012 si diffonde la notizia secondo cui risulta essere indagato in merito alla cosiddetta 'Inchiesta Penati'. Nel novembre 2013 è stata chiesta l'archiviazione dal pubblico ministero competente, poi accolta dal giudice per le indagini preliminari.